# Acanthomysis tenuicauda
Acanthomysis tenuicauda är en kräftdjursart som beskrevs av Murano 1984. Acanthomysis tenuicauda ingår i släktet Acanthomysis och familjen Mysidae. Inga underarter finns listade i Catalogue of Life.